# Movilización estudiantil en Ecuador de 1969
La movilización estudiantil en Ecuador de 1969 fue una serie de manifestaciones estudiantiles acontecidas en las ciudades ecuatorianas tanto en Quito como Guayaquil entre el 27 y 29 de mayo de 1969 en demanda de la eliminación del examen de ingreso a la universidad por parte del gobierno de José María Velasco Ibarra.
Iniciadas por la presencia de Nelson Rockefeller en el país, devinieron el 29 de mayo en la movilización donde sería tomada la Casona Universitaria Pedro Carbo, sede original de la Universidad de Guayaquil. Frente a estos sucesos la respuesta del gobierno y del consejo universitario sería buscar la salida de los estudiantes con el uso de la fuerza pública, terminando en un saldo de 30 muertos y 140 heridos. En homenaje a este acontecimiento, el 29 de mayo fue designado como el Día Nacional del Estudiante.

## Antecedentes
En 1968 había iniciado el quinto velasquismo, que llegaba a existir con el discurso considerado reformista que había usado Velasco Ibarra en campaña. El nuevo gobierno estuvo en una posición débil donde salieron 4 ministros de finanzas entre 1968 y 1970. 
En la misma década había surgido Federación de Estudiantes Secundarios del Ecuador (FESE), que junto con la Federación de Estudiantes Universitarios del Ecuador (FEUE) serán los que organicen al movimiento estudiantil. Juntas estas organizaciones formaron el comité de bachilleres contra las medida educativa de Velasco Ibarra de implantar exámenes de ingreso a la universidad, que fueron considerados como discriminatorios, elitistas y selectivos; a raíz de la mejor calidad educativa de las escuelas privadas.
En lo político, en esa fechas también aparecía el Movimiento de Izquierda Revolucionaria (MIR), que sería el primero en dirigir la FESE de la mano de Fausto Vargas Cortés; el Partido Comunista Marxista Leninista del Ecuador (PCMLE), surgido de la juventud del Partido Comunista; y el Partido Socialista Revolucionario del Ecuador (PSRE), surgido de la juventud socialista. Todas estas organizaciones políticas daban apoyo al movimiento estudiantil en contra de las medidas del velasquismo.
En lo internacional se hallan como antecedentes los hechos del Mayo Francés y el movimiento social de México ocurridos en 1968.

## Hechos

### Protestas contra Rockefeller
El 27 de mayo de 1969 la venida de Nelson Rockefeller, delegado de Richard Nixon, provoca disturbios entre los estudiantes de la Universidad Central del Ecuador que llegaron desde los predios de la universidad hasta el Centro Ecuatoriano Norteamericano, señalando su solidaridad con Vietnam. Estas serían controladas por la intervención policial. En las protestas dos periodistas de la comitiva oficial de Rockefeller, de la Agencia Associated Press fueron heridos. El uno con una botella de tinta roja y el otro con una pedrada.

### Toma de la Casona Universitaria
En mayo de 1969 la Federación de Estudiantes Secundarios del Ecuador de Guayaquil impulsa la acción máxima y un grupo de estudiantes se toma las instalaciones de la Casona Universitaria. Inicialmente, el Gobierno y el Consejo Universitario buscan el desalojo pacífico bajo la amenaza del uso de la fuerza. Esta amenaza se haría realidad la noche del 29 de mayo cuando un grupo de paracaidistas del Ejército aparecieron en la casona e iniciaron el enfrentamiento donde participaron los "carabineros" dotados con armamento por parte de la Policía.

## Consecuencias
El resultado del desalojo violento sería la muerte de 30 estudiantes, y 140 más que serían detenidos y torturados por hasta 12 días. Las universidades reconocieron el libre ingreso a sus instituciones, siendo este reconocimiento más tardío en la Universidad de Guayaquil donde tardo 15 días en dar un pronunciamiento relacionado al tema. A su vez se dio a un cogobierno estudiantil en las universidades con la representación de docentes, estudiantes y trabajadores en la dirección universitaria.
Organizaciones como Grupos de Combatientes Populares rinden homenaje simbólico a los estudiantes asesinados en las movilizaciones.